# Daryl Coley
Daryl Lynn Coley (Berkeley, California, 30 de octubre de 1955-15 de marzo de 2016) fue un cantante cristiano estadounidense. A los 14 años, Coley fue miembro del conjunto Helen Stephens And The Voices Of Christ. Comenzó a actuar con Edwin Hawkins en los Edwin Hawkins Singers y entonces trabajó con James Cleveland, Tramaine Hawkins, Sylvester, Pete Escovedo y otros. Sus álbumes incluyen Just Daryl, He's Right On Time: Live From Los Angeles, When The Music Stops y otros.

## Primeros años
Coley nació como Daryl Lynn Coley en Berkeley, California el 30 de octubre de 1955, pasando sus años de formación en Oakland, California. Sus padres se separaron cuando él tenía cinco años, siendo él y sus dos hermanos criados por su madre en su sólido hogar cristiano. Musicalmente, Coley fue primero influenciado por su madre. Daryl declaró "En mi casa había música gospel, clásica y jazz. He tenido ese tipo de influencia musical". Durante su infancia, aprendió a tocar el clarinete y el piano.
En 1968, cuando Edwin Hawkins estrenó "Oh Happy Day", el arreglo contemporáneo entusiasmó a Coley. En diciembre de 1969, a los 13 años de edad, Coley primero escuchó a Helen Stephens And The Voices of Christ, y para febrero del siguiente año ya era miembro del conjunto. Durante el instituto, Coley fue estudiante de Phillip Reeder, director del coro Castleers en Castlemont High School. Reeder ayudó a Coley a ampliar sus fronteras musicales e incluso le influenció para estudiar en la universidad. Fue un estudiante modelo, trabajando para conseguir su grado en negocios, e incluso realizando cursos universitarios como asistente de profesor. Sin embargo, cuando las cosas empezar a abrirse musicalmente, Coley se tomó un descanso de sus estudios. 

## Carrera
Coley finalmente empezó a actuar con Edwin Hawkins en los Edwin Hawkins Singers. Tocó los teclados para The Hawkins Family desde 1977 hasta que lo abandonó para colaborar con James Cleveland en 1983. Más tarde, sirvió como director musical para Tramaine Hawkins cuando ella lanzó su carrera en solitario. Concurrentemente, Coley se diversificó en círculos seculares, cantanto en clubs de jazz, trabajando para artistas como Sylvester, Pete Escovedo, y otros. Más tarde, colaboró con artistas de jazz como Nancy Wilson y Rodney Franklin, y artistas de pop como Philip Bailey de Earth, Wind & Fire. 
En 1986, Coley lanzó su álbum debut en solitario,Just Daryl, originalmente estrenado en 1986 en First Epistle/Plumline Records. El álbum fue nominado a un premio Grammy, y fue más tarde relanzado en 2006. Después del éxito de "Just Daryl", Coley se pasó al gospel, lanzando álbumes aclamados por la crítica. En 1990, Coley lanzó He's Right On Time: Live From Los Angeles con Sparrow Records, subiendo al #3 en las listas de gospel. Su siguiente álbum When The Music Stops, lanzado en 1992, alcanzó el #1 en las listas de gospel.
En 1991, cuando sus álbumes lanzados por Sparrow Records alcanzaron éxito nacional, Coley se enfermó, experimentando síntomas similares a la gripe. Cuando visitó a su doctor (más de dos semanas después), fue diagnosticado con diabetes mellitus tipo 1, la cual le causó una ceguera temporal.

## Discografía

### Just Daryl(1986)
Lanzado en 1986 por la marca Alliant, Just Daryl es el álbum de Coley en solitario. Contiene la celebrada canción de Coley "II Chronicles".
1. "Closer"
2. "II Chronicles"
3. "Hang On In There"
4. "Caught Up"
5. "I've Been Born Again"
6. "Nobody Like the Lord"
7. "Deliverer"
8. "Stand Still"
9. "Spirit of the Lord (Intro)"
10. "Spirit of the Lord"
11. "Great is Thy Faithfulness"
12. "Hallelujah You're Worthy"

### I'll Be With You(1988)
El segundo álbum de estudio de Coley, I'll Be With You, fue lanzado en 1988 bajo la marca CGI. 
1. "The Lord's Name Is To Be Praised"
2. "Worthy Is The Lamb"
3. "That's What You've Done For Me"
4. "Romans 10"
5. "More Like Jesus"
6. "Jesus Is The Real Thing"
7. "What Moved Him"
8. "Hold On Until You Bless Me"
9. "I'll Be With You"

### He's Right On Time: Live from Los Angeles(1990)
El tercer álbum de Coley,  es He's Right On Time: Live from Los Angeles, fue lanzado bajo Sparrow Records. Las canciones destacadas son "He's Right On Time" y "I Need Your Spirit".
1. "The Comforter Has Come"
2. "By Faith"
3. "Thy Will Be Done"
4. "I Can't Tell It All"
5. "I Can't Tell It All (Reprise)"
6. "God and God Alone"
7. "He's Right On Time"
8. "He'll Never Let You Down"
9. "Keep Moving On"
10. "I Need Your Spirit"
11. "You Are My Everything"
12. "He Delivered Me"
13. "He Delivered Me (Reprise)"

### When the Music Stops(1992)
When the Music Stops es el segundo álbum en directo de Coley y su cuarto álbum en total. Lanzado en 1992, también es el segundo álbum de Coley bajo Sparrow Records. Las canciones destacadas son "You Can Do All Things" y "In Times Like These".
1. "You Can Do All Things"
2. "Real"
3. "He'll Make A Way"
4. "Don't Hold Back"
5. "Jesus Never Fails"
6. "In Times Like These"
7. "When the Music Stops"
8. "It Shall Be Done"
9. "Integrity"

### In My Dreams(1994)
El quinto álbum de estudio de Coley es In My Dreams. Lanzado por Sparrow Records en 1994. Su canción destacada es "To Love Is Christ". 
1. "He That Dwelleth (Psalm 91)"
2. "Try Me Once Again"
3. "He's Already Forgotten"
4. "To Live Is Christ"
5. "Blessed Assurance"
6. "Heart Of The Matter"
7. "God Is My Strength"
8. "You Are The Melody"
9. "You Are My God"
10. "In My Dreams"

### Beyond the Veil: Live at the Bobby Jones Gospel Explosion XIII(1996)
El sexto álbum de Coley sexto es Beyond the Veil: Live at the Bobby Jones Gospel Explosion XIII. También es cuarto álbum en directo. Fue lanzado en 1996 por Sparrow Records, y contiene canciones tales como "Sweet Communion", "Lamb of God", y "Wonderful".
1. "Wonderful"
2. "Lamb of God"
3. "Sweet Communion"
4. "Standing On The Promises"
5. "Beyond the Veil"
6. "Nobody Like the Lord"
7. "So Much"
8. "We Are One"
9. "What's In Your Name"
10. "Beyond the Veil (Reprise)"

### Live in Oakland-Home Again(1997)
1. "I Will Bless Your Name"
2. "Don't Give Up On Jesus"
3. "Removal of the Mask"
4. "That Special Place"
5. "His Love"
6. "Jesus Saves"
7. "I Will Song Glory"
8. "Thank You Lord"
9. "I Can"
10. "What He's Done"
11. "Jesus Loves Me"
12. "Acapella Praise"

### Compositions: A Decade of Song(2000)
1. By Faith
2. Wonderful
3. The Comforter Has Come
4. You Are My Everything
5. When Sunday Comes
6. In Times Like These
7. Lamb Of God
8. Standing On The Promises
9. You Can Do All Things

De la contraportada del CD

### Oh, The Lamb(2001)
1. Because He's God
2. (Narration I)
3. II Chronicles
4. He Will Make A Way
5. Lean On Me
6. (Narration II)
7. Exchanged
8. For The Good Of Them
9. Lift Your Name On High
10. (Narration III)
11. Silent Scream
12. I Need You
13. He's Worthy
14. He Can Work It Out
15. Praise

De la contraportada original del CD